# Dreieck Saarlouis
Dreieck Saarlouis is een knooppunt in de Duitse deelstaat Saarland.
Op dit knooppunt sluit de A620 vanuit Saarbrücken aan op de A8 Perl-Pirmasens.

## Geografie
Het knooppunt ligt in de gemeente Wallerfangen ten noordwesten van de stad Saarlouis, waar het naar genoemd is.
Steen en dorpen in de buurt zijn Dillingen/Saar, Wallerfangen en Saarlouis.
Bijzonderheden
Direct ten oosten van het Dreieck Saarlouis kruist men de rivier de Saar, De A8 loopt in westelijke richting parallel aan de Saar.

## Configuratie
Rijstrook
Nabij het knooppunt hebben beide snelwegen 2x2 rijstroken. Alle verbindingswegen hebben één rijstrook.
Knooppunt
Het is een trompetknooppunt.
De hoofdrichting op het knooppunt is van west naar zuid richting Saarbrücken; daarom heeft de A8 west-oost richting Pirmasens een Totso-lay-out.

## Verkeersintensiteiten
Dagelijks passeren ongeveer 130.000 voertuigen het knooppunt.
| Van                      | Naar                    | Gemiddeld aantal voertuigen per dag | Percentage vachtverkeerr |
| ------------------------ | ----------------------- | ----------------------------------- | ------------------------ |
| AS Dillingen-Mitte (A 8) | AD Saarlouis            | 47.900                              | 9,6 %                    |
| AD Saarlouis             | AS Dillingen-Süd (A 8)  | 38.700                              | 12,6 %                   |
| AD Saarlouis             | AS Wallerfangen (A 620) | 56.100                              | 8,3 %                    |

## Richtingen knooppunt
| Aansluitende wegen                          | Aansluitende wegen | Aansluitende wegen | Aansluitende wegen | Aansluitende wegen                                                           |
| ------------------------------------------- | ------------------ | ------------------ | ------------------ | ---------------------------------------------------------------------------- |
| richting Dillingen-Mitte Merzig / Luxemburg |                    |                    |                    | richting Dillingen-Süd / Neunkirchen Mannheim / Karlsruhe A1 Trier / Koblenz |
|                                             |                    |                    |                    |                                                                              |
|                                             |                    |                    |                    |                                                                              |
|                                             |                    |                    |                    |                                                                              |
|                                             |                    |                    |                    | richting Wallerfangen / Saarlouis Saarbrücken                                |